# Oedancala bimaculata
Oedancala bimaculata är en insektsart som först beskrevs av William Lucas Distant 1893.  Oedancala bimaculata ingår i släktet Oedancala och familjen Pachygronthidae. Inga underarter finns listade i Catalogue of Life.